# Delta (Ohio)
Pour les articles homonymes, voir Delta (homonymie).
Delta est un village américain situé dans le comté de Fulton, dans l'Ohio. Selon le recensement de 2010, sa population est de 3 103 habitants.